# カルパネート・ピアチェンティーノ
カルパネート・ピアチェンティーノ（伊: Carpaneto Piacentino）は、イタリア共和国エミリア＝ロマーニャ州ピアチェンツァ県にある、人口約7,700人の基礎自治体（コムーネ）。

## 地理

### 位置・広がり

#### 隣接コムーネ
隣接するコムーネは以下の通り。
- カデーオ
- カステッラルクアート
- フィオレンツオーラ・ダルダ
- グロッパレッロ
- ルガニャーノ・ヴァル・ダルダ
- ポンテヌーレ
- サン・ジョルジョ・ピアチェンティーノ

### 気候分類・地震分類
カルパネート・ピアチェンティーノにおけるイタリアの気候分類 (it) および度日は、zona E, 2682 GGである。
また、イタリアの地震リスク階級 (it) では、zona 3 (sismicità bassa) に分類される。

## 行政

### 分離集落
カルパネート・ピアチェンティーノには、以下の分離集落（フラツィオーネ）がある。
- Badagnano-Olmeto, Celleri, Ceradello, Cerreto Landi, Chero, Cimafava, Ciriano, Magnano, Montanaro, Rezzano, Travazzano, Zena